# Deus separando a luz das trevas
Deus separando a Luz das Trevas é um afresco (180x260 cm) de Michelangelo Buonarroti, datado de cerca de 1512 e que faz parte da decoração da abóbada da Capela Sistina, nos Museus do Vaticano, em Roma, encomendada pelo Papa Júlio II.

## História
A execução da abóbada da Capela Sistina por Michelangelo apresentou desafios significativos de ordem técnica e logística, especialmente no que concerne ao uso do andaime e à organização espacial das pinturas. O mestre florentino iniciou seu trabalho pelos vãos próximos à entrada cerimonial da capela, tradicionalmente utilizada pelo pontífice e sua comitiva, avançando em direção ao altar. Esta organização dos trabalhos em duas etapas foi uma exigência prática, dado que o andaime cobria apenas metade da abóbada por vez. Assim, a pintura foi dividida em dois momentos, com a A Criação de Eva servindo como marco de transição entre as duas fases. Entre as cenas que compõem o ciclo do Gênesis, a *Separação da Luz das Trevas*, embora seja a primeira na ordem narrativa, foi a última a ser realizada. Tal fato deve-se, em grande parte, às crescentes pressões do Papa Júlio II para que o projeto fosse concluído em um ritmo mais célere. Diante dessa urgência papal, Michelangelo adotou um processo extraordinariamente rápido para concluir o afresco, completando-o em apenas um único "giornata" de trabalho a fresco. Mesmo assim, o artista logrou sintetizar sua abordagem pictórica sem comprometer o impacto visual e dinâmico da cena, que preserva sua potência dramática. Notavelmente, Michelangelo empregou a técnica do "spolvero" para transferir os desenhos diretamente da cartone para o reboco fresco. A economia de traços, resultante da pressa imposta pelas circunstâncias, não diminui o sucesso da composição, que ainda assim se caracteriza pela energia explosiva que perpassa o conjunto da abóbada. A *Separação da Luz das Trevas*, apesar de concluída sob pressão, reflete a maestria de Michelangelo em equilibrar a urgência com a monumentalidade expressiva de suas criações, conferindo à obra um caráter único que transcende as limitações temporais e técnicas do processo de execução.